# Sarah Keyworth
Sarah Keyworth, née le 6 avril 1993 à Nottingham, est une humoriste britannique.

## Biographie
Sarah Keyworth est née et élevée à Nottingham. Elle considère ses parents et son frère comme des sources d'inspiration pour la comédie, ainsi que des comédiens professionnels tels que Jennifer Saunders, Victoria Wood et Jo Brand (en). Elle commence à se produire en spectacle en 2012 après avoir rejoint le club de comédie à l'université De Montfort où elle étudie l'art dramatique. Elle déménage à Londres en 2014 pour un stage d'un an. En parallèle de la comédie, elle assure divers emplois, avant de se lancer à plein temps dans la comédie en 2018 après le succès de son premier spectacle Dark Horse pour lequel elle est nommée pour le prix de la meilleure révélation aux Comedy Awards,. Elle enchaîne dès 2019 avec son 2e spectacle Pacific qui, comme le premier, tourne autour du genre,. Elle développe en 2020 son troisième spectacle, Lil' Keys, Big Jokes, et son quatrième, Lost Boy en 2022.
Elle crée en 2020 une série comique en quatre parties pour BBC Radio 4 intitulée Are You a Boy or a Girl? qui explore la fluidité de genre,. Elle apparaît également dans l'émission de la BBC Live at the Apollo en 2021.

## Vie privée
Sarah Keyworth est non-binaire et utilise les pronoms anglais she / he / they / them,,. Elle a fréquenté la comédienne irlandaise Catherine Bohart (en) de 2015 à 2020.